# Estrecho
Estrecho – stacja metra w Madrycie, na linii 1. Znajduje się w dzielnicy Tetuán, w Madrycie i zlokalizowana jest pomiędzy stacjami Tetuán i Alvarado. Została otwarta 6 marca 1929.